# Sidéradougou
Sidéradougou è un dipartimento del Burkina Faso classificato come comune, situato nella Provincia  di Comoé, facente parte della regione di Tannouyan.
Il dipartimento si compone del capoluogo e di altri 39 villaggi: Bade, Banakoro, Bate, Banagoubou, Boborola, Bogote, Bossie, Dalamba, Dandougou. Dialakoro, Djanga, Djassa, Degue-Degue, Deregoue I, Deregoue II, Dierisso, Doutie, Faradjan, Fougangoue, Gouandougou, Gouin-Gouin, Kadio, Kassande, Kapongouan, Kogoue, Kotou, Konkan, Kokanko, Kouere, Kouendi, Kotougouni, Noumousso, Pima, Sampobien, Tanga, Tiefindougou, Tomodjan, Yade e Zangazoli.